# Haibane Renmei
Haibane Renmei (jap. 灰羽連盟, wörtlich: „Aschflügelbund“) ist eine 13-teilige Anime-Fernsehserie aus dem Jahr 2002. Sie basiert auf einem Dōjinshi von Yoshitoshi ABe, Old Home no Haibane-tachi (オールドホームの灰羽たち, Ōrudo Hōmu no Haibane-tachi, dt. „die Aschflügel von Old Home“). Die Dōjinshi-Serie wurde nicht fortgeführt, nachdem feststand, dass ein Anime produziert werden sollte, da sich ABe voll und ganz auf letzteren konzentrieren wollte.

## Titel
Der Serientitel stammt vom Titel eines Artbooks, das ABe im Jahr 1998 zeichnete. Dieses Artbook trug den Namen Charcoal Feather Federation und widmete sich erstmals der Thematik von engelsähnlichen Wesen (Haibane), die unter den Menschen leben.

## Handlungsort
Die Geschichte spielt in einer kleinen Welt, die von einer großen Mauer umgeben ist. Keinem außer den „Händlern“ (die Toga), mit denen niemand reden darf, ist es erlaubt, die Mauer zu überqueren noch zu sehen, was dahinter liegt. Innerhalb dieser Mauer gibt es eine Stadt namens Glie sowie deren Einwohner und außerhalb des Ortes im Old Home und in einer Fabrik leben die sogenannten Haibane.
Haibane werden nicht auf dem üblichen Weg geboren, sie schlüpfen aus einem Kokon, der durch einen Samen irgendwo im Old Home oder in der Fabrik wächst und mit einer atembaren Flüssigkeit gefüllt ist. Wenn sie aufwachen sind sie unterschiedlichen Alters, aber vorwiegend noch Kinder bzw. noch nicht erwachsen. Sie sehen aus und fühlen genauso wie Menschen, haben aber kleine, grauweiße Flügel auf dem Rücken, die ihnen kurz nach dem Aufwachen meist unter Schmerzen wachsen. Außerdem bekommen sie einen Heiligenschein (der Halo) über dem Kopf. Die Organisation Grauflügelbund (Haibane Renmei) kümmert sich im Großen und Ganzen um die Belange der Graugeflügelten.
Die Haibane müssen Aufgaben übernehmen und arbeiten beispielsweise in der Stadt ohne Bezahlung, dürfen aber mit einem Notizbuch und einer Unterschrift gebrauchte Gegenstände erwerben, für die die Menschen keine Verwendung mehr haben. Die Haibane haben viele Freiheiten, obwohl sie nicht überall arbeiten können, aber auch einige Grenzen, die sie nicht überschreiten dürfen. So ist es ihnen unter anderem verboten, sich der Mauer zu nähern oder mit Worten mit dem Grauflügelbund zu reden, Geld zu besitzen oder auch neue Sachen zu bekommen.
Da sie sich meist nur an den Traum in ihrem Kokon erinnern können, wissen die Haibane nicht, woher sie kommen. Viele glauben aber, dass sie Wiedergeburten aus einem anderen Leben sind und dass sie aus einem bestimmten Grund als Haibane wieder erschienen sind. Dieser Traum ist es auch, der ihnen ihre Namen verleiht. Wenn eine Haibane ihre Zeit gekommen sieht, geht sie in den Westwald, um dort aufzusteigen und zu verschwinden. Nähert sich dieser Tag des Abflugs, verblasst der Heiligenschein gelegentlich. Auch bleibt nur dieser zurück, wenn die Haibane fort ist. In seltenen Fällen kommt eine Haibane aber nicht dazu, da sie sich an ihre Sünden gefesselt sieht. Bleibt sie zu lange eine sündengebunden Haibane, so verliert sie ihre Flügel und ihren Heiligenschein und muss fortan getrennt von den Menschen und den anderen Haibane leben.

## Handlung
Die Geschichte dreht sich um den Alltag der Haibane, wobei Rakka (落下, dt. Fallen) im Mittelpunkt steht. Sie wird in Old Home geboren und von der älteren Haibane Reki (礫, dt. Stein zum Werfen) entdeckt. Rakka träumt in ihrem Kokon davon, durch Wolken und Luft zu fallen, kann sich aber nach der Geburt nicht mehr genau an den Traum erinnern. Sie wird von den anderen Haibane in Old Home in das Leben als ein solches Wesen eingeführt und lernt die Umgebung kennen. Für Kuu (空, dt. Luft), eine junge Haibane, kommt ihre Zeit. Sie geht in den Westwald und hat ihren Tag des Abflugs. Rakka leidet unter Kuus Verschwinden und ihre Flügel bekommen schwarze Flecken, was bedeutet, dass sie an eine Sünde gefesselt ist. In einem Brunnen im Westwald bittet sie das Wesen, dem sie Leid angetan hat, um Vergebung, wodurch sie geheilt wird.
Rakka findet dann heraus, dass Reki, zu der sie eine enge Beziehung aufbaut, schon lange an eine Sünde gebunden ist. Jedoch versteckt Reki dies, indem sie ihre Flügel bleicht. Doch sie hat nicht mehr lange Zeit um sich ihrer Sünde bewusst zu werden. Mit Hilfe von Rakka und anderen Haibane gelingt es ihr aber sich an ihren Traum zu erinnern, der Sünde bewusst zu werden und sie abzuschütteln.

## Hintergrund
Der Zuschauer erfährt weder genau, was die Haibane sind, noch woher sie kommen oder wohin sie gehen und warum es sie gegeben hat. Yoshitoshi ABe möchte, dass man sich seine eigenen Gedanken zur Serie macht und hat daher keine der möglichen Interpretationen bestätigt oder dementiert.
Eine mögliche Interpretation ist, dass die Haibane Kinder waren, die Selbstmord begangen haben oder zu früh aus dem Leben geschieden sind. In diesem Kontext könnte man aus den verschiedenen Namen ihren Tod ableiten:
- Rakka: in den Tod gestürzt/gefallen,
- Hyoko: im Eissee ertrunken/ertränkt,
- Nemu: im Schlaf/durch Schlafpillen gestorben etc.

Entsprechend dieser Interpretation würden sie in der ummauerten Welt für ihre Sünden in ihrem vorherigen Leben büßen oder ihre verlorene Zeit nachholen.
In einem Interview sagte ABe, dass er durch die Romane Hard-Boiled Wonderland und das Ende der Welt und Mister Aufziehvogel von Murakami Haruki zu der Geschichte inspiriert wurde. Die Wahl der Figuren hatte er seinem Gefühl überlassen, in einer Randnotiz des Artbooks hatte er angemerkt, dass er einfach Engel in Alltagskleidung hatte zeichnen wollen.
Zudem wird an mehreren Stellen auf christliche Vorstellungen von Engeln und der Welt angespielt. So werden die Heiligenscheine wie Donuts in einer Backform gefertigt und in der fünften Folge von einer der Haibane eine Schöpfungsgeschichte erfunden, die der biblischen ähnelt.

## Produktion und Veröffentlichung
Bei der Adaption des Studios RADIX führte Tomokazu Tokoro Regie. Das Charakter-Design entwarf Akira Takata, künstlerischer Leiter war Shinji Katahira. Die Serie wurde vom 9. Oktober bis zum 18. Dezember 2002 durch den Sender Fuji TV ausgestrahlt. Später sendete Animax-asia die Serie auf Japanisch.
In den USA sind 2003 vier DVDs veröffentlicht worden, Madman Entertainment vertreibt die Serie in Australien, MVM in Großbritannien. Der Anime wurde auch ins Französische, Italienische, Niederländische und Polnische übersetzt.
SPVision veröffentlichte die Serie Ende Mai 2006 in einer Sammelbox auf Deutsch. Animax strahlte diese seit 18. August 2009 auf Deutsch aus.

### Synchronisation
Die deutsche Synchronfassung stammt vom Studio Synchron 80.
| Rolle  | Japanischer Synchronsprecher (Seiyū) | Deutscher Synchronsprecher |
| ------ | ------------------------------------ | -------------------------- |
| Rakka  | Ryō Hirohashi                        | Shandra Schadt             |
| Reki   | Junko Noda                           | Alexandra Mink             |
| Kuu    | Akiko Yajima                         | Andrea Wick                |
| Kana   | Eri Miyajima                         | Angela Wiederhut           |
| Hikari | Fumiko Orikasa                       | Sonja Reichelt             |
| Nemu   | Kazusa Murai                         | Alisa Palmer               |
| Hyoko  | Chihiro Suzuki                       | Dirk Meyer                 |
| Washi  | Tamio Ōki                            | Christoph Jablonka         |

### Musik
Die Musik der Serie wurde komponiert von Kō Ōtani, der Vorspanntitel Free Bird stammt ebenso von ihm. Der Abspann wurde unterlegt mit Blue Flow von Heart of Air (Masumi Itō u. a.).